# Manbuta
Manbuta é um gênero de traça pertencente à família Arctiidae.